# 大日岳 (大日連峰)
大日岳（だいにちだけ）は、富山県にある山。飛騨山脈立山連峰から派生する大日尾根にある。山頂の標高は2,501mであるが、山頂近くの三角点の標高は2,498mである。

## 概要
東に奥大日岳と中大日岳があり、西に早乙女岳と前大日岳がある。このうち、中大日岳・奥大日岳と合わせて大日三山と称される。ふもとからは、立山の前衛の山として信仰の対象となっていた。
山体は、花崗岩から成る。
著名な登山基地の室堂平周辺であるが、登山者の多くは立山や剱岳方面へ登るため、比較的登山者が少ないエリアである。

## 登山ルート
登山道は、室堂平から室堂乗越・奥大日岳を経るルートと、称名滝近くの称名平から尾根に登り縦走するルートの2つがある。
両方の道は、大日小屋付近で出会い、そこから稜線伝いで大日岳へ至る。

## 近隣の山小屋
- 大日小屋
- 大日平山荘

## 周辺の山
- 奥大日岳
- 立山
- 真砂岳
- 別山
- 剱岳
- 中山

## 関連図書
- 『新日本山岳誌』ナカニシヤ出版、ISBN  4-7795-0000-1
- 『ヤマケイ　アルペンガイド8 剣・立山連峰』山と渓谷社、ISBN 978-4-635-01352-9
- 『改訂版　富山県の山』山と渓谷社、ISBN 978-4-635-02367-2
- 『剱・立山 2010年版 (山と高原地図 36) 』昭文社、ISBN 978-4-398-75716-6